# فال‌اوت (فیلم)
فال اوت یا سقوط (به انگلیسی: The Fallout) یک فیلم درام و نوجوانانه آمریکایی محصول سال ۲۰۲۱ به کارگردانی و نویسندگی مگان پارک در اولین کارگردانی خود و با بازی جنا اورتگا، مدی زیگلر،نایلز فیچ،ویل روپ،لومی پولاک، جان اورتیز، جولی بوون و شیلین وودلی است.
این فیلم اولین نمایش جهانی خود را در جشنواره فیلم جنوب از جنوب غربی در ۱۷ مارس ۲۰۲۱ انجام داد و در آن جایزه بزرگ هیئت داوران را در مسابقه فیلم داستانی و جایزه روشنایی برایتکو دریافت کرد.

## داستان
وادا به دنبال عواقب احساسی که در پی یک فاجعه در مدرسه تجربه کرده‌است حرکت می‌کند. روابط با خانواده، دوستان و نگاه او به جهان برای همیشه تغییر کرده‌است.

## فیلم‌برداری
قرار بود فیلمبرداری در مارس ۲۰۲۰ آغاز شود اما به دلیل دنیاگیری کووید-۱۹ به تعویق افتاد. فیلم‌برداری اصلی در لس آنجلس در اوت سال ۲۰۲۰ آغاز شد و در ۱۱ سپتامبر سال ۲۰۲۰ به پایان رسید.
در فوریه ۲۰۲۱ اعلام شد که فینیاس اوکانل امتیاز فیلم را می‌گیرد.

## انتشار فیلم
در دسامبر سال ۲۰۲۰، یونیورسال پیکچرز حق پخش بین‌المللی فیلم را به دست آورد. اولین اکران این فیلم در ۱۷ مارس ۲۰۲۱ در جشنواره فیلم جنوب از جنوب غربی بود.